# Сегундо Кастиљо
Сегундо Алехандро Кастиљо Назарено (шп. Segundo Alejandro Castillo Nazareno; рођен 15. маја 1982. године у Сан Лоренцу, Еквадор) је бивши еквадорски фудбалер који је играо на позицији задњег везног играча. Био је члан репрезентације Еквадора.

## Клупска каријера
Кастиљо је каријеру почео у еквадорском Есполију, где је био до 2003. године, када је постао члан Ел Насионала у чијим редовима је до био до 2006. године, освојивши притом две титуле.
У редове Црвене звезде стигао је у лето 2006. године. Одмах се изборио за место у стартној постави и био је један од најзапаженијих у тиму који је тријумфовао у првенству и Купу у сезони 2006/07. У шампионату је одиграо 23 утакмице и осам пута се уписао у стрелце, по чему је био други најефикаснији у клубу, одмах иза голгетера Душана Ђокића, који је постигао 14 голова. У сезони 2007/08. постигао је гол у реваншу квалификација за Куп УЕФА против пољског Гроцлина у победи од 1:0 у Београду. Екипа је стигла до групне фазе, где се није прославила, а пре тога су застали против Ренџерса на последњем степенику квалификација за Лигу шампиона. Црвено-бели су у шампионату наређали много ремија. Иако је првенство завршила без пораза Звезда није успела да стигне до титуле и поред тријумфа у 132. вечитом дербију од 4:1, када је Кастиљо постигао два гола у мечу који је одигран без присуства публике. Еквадорски интернационалац је у сезони 2007/08. одиграо укупно 39 утакмица у свим такмичењима уз девет погодака.
Кастиљо није желео да настави каријеру у Звезди, па је прослеђен на позајмицу у енглески Евертон у сезони 2008/09. Наредне сезоне наступао је као позајмљен фудбалер у Вулверхемптону, али се није наиграо, па се вратио у Еквадор, где је током 2010. и 2011. године наступао за Депортиво из Кита са којим је освојио титулу првака државе. Затим је прешао у Мексико где је наступао за Пачуку и Пуеблу. Пут га је након Пуебле одвео у Саудијску Арабију, где је од 2013. до 2014. године носио дрес Ал Хилала, да би 2015. године постао члан мексичког друголигаша Дорадоса. Од 2016. је поново заиграо у Еквадору, прво за Барселону а потом и за Гвајакил сити у којем је и завршио играчку каријеру у јануару 2021. године.

## Репрезентативна каријера
За репрезентацију Еквадора одиграо је 88 утакмица и постигао девет голова. Наступао је на три меча Светског првенства 2006. године у Немачкој, када је са Еквадором по први пут изборио пласман у други круг такмичења. Имао је велики пех да се повреди непосредно пре Мундијала у Бразилу 2014. године, па је ова јужноамеричка селекција била знатно ослабљена његовим неиграњем. Учествовао је и на Копа Америка 2007 и 2011.